# Sa Calobra

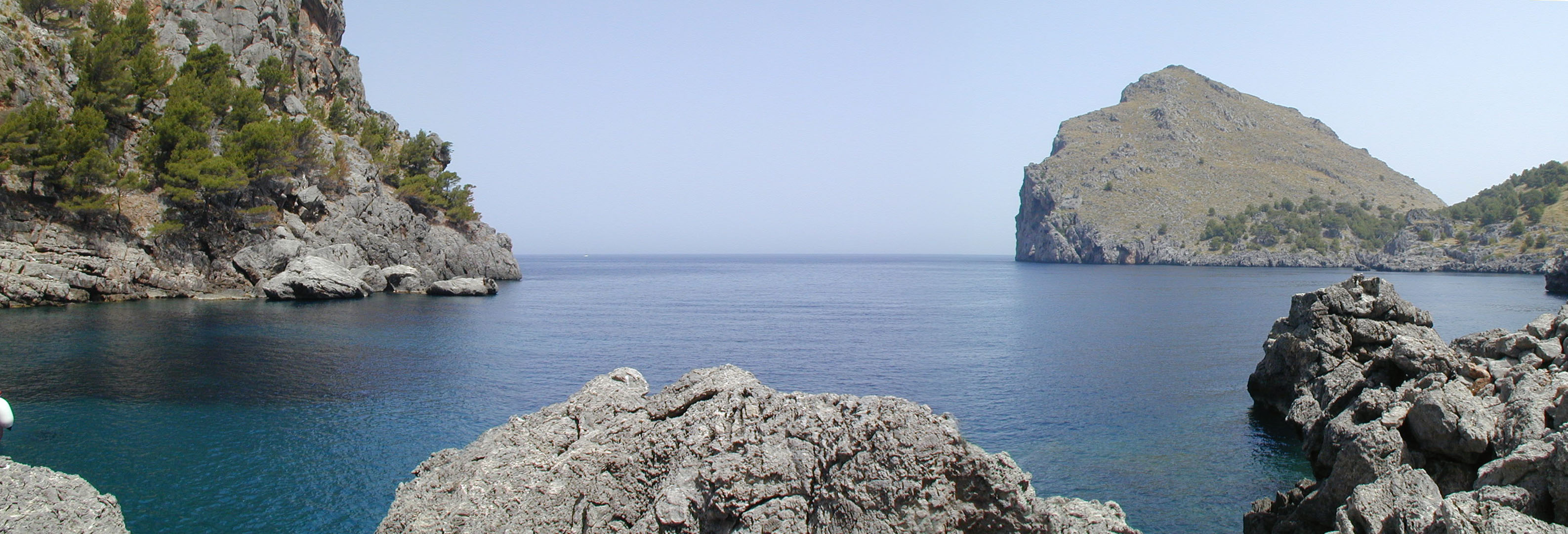
Vista de la platja amb el Morro de la Vaca al fons

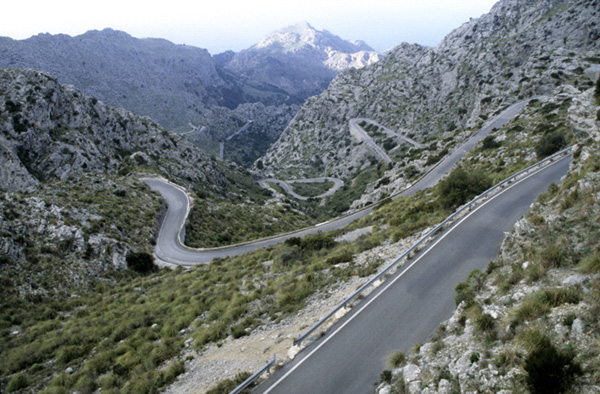
La carretera que accedeix a la Calobra

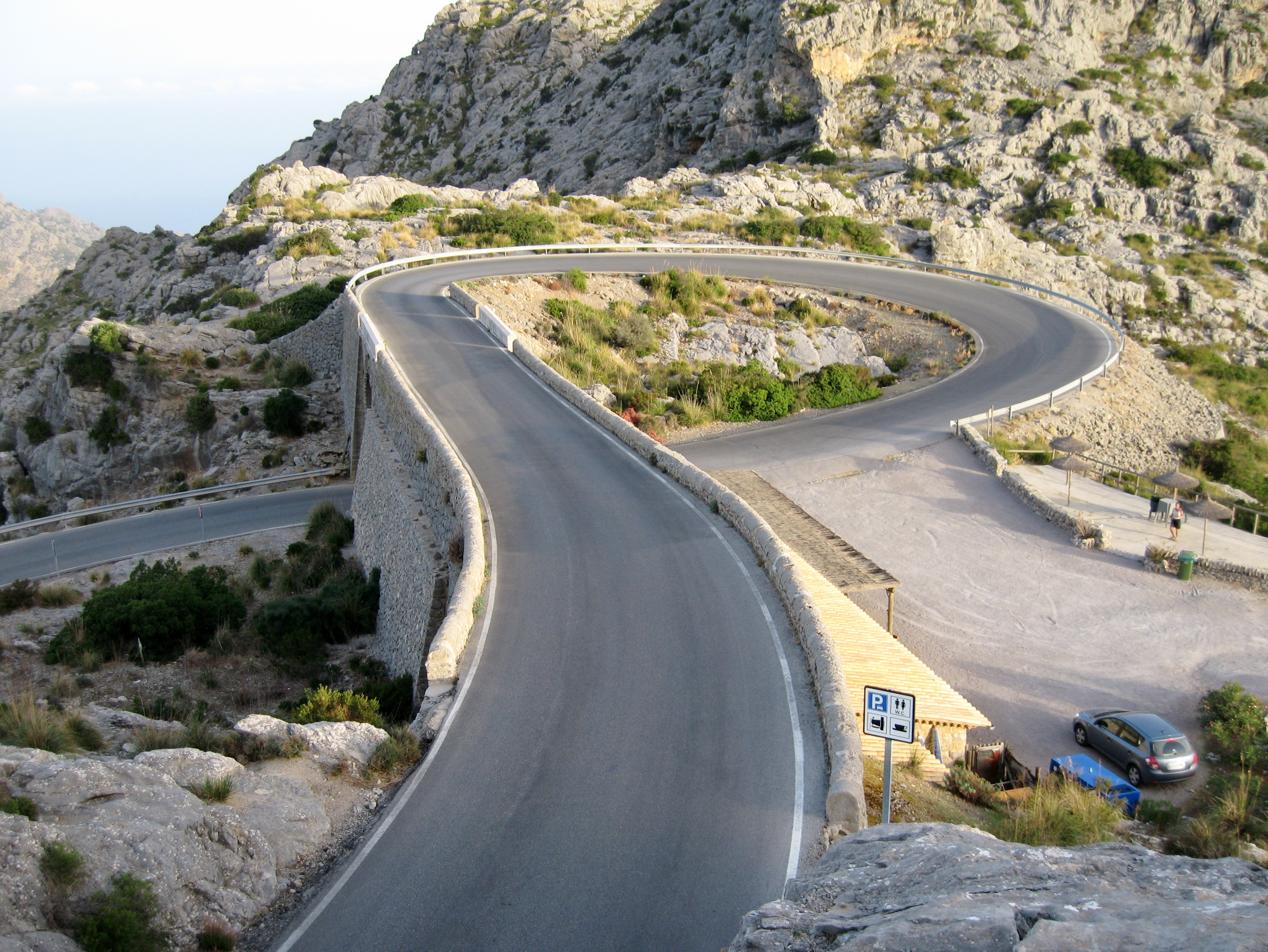
El Nuu de la corbata de la carretera de la Calobra

La Calobra (popularment sa Calobra) és un llogaret costaner del terme d'Escorca, a la costa nord-oest de Mallorca, dins la Serra de Tramuntana. Es tracta d'un indret turístic, amb una platja i un port, i és conegut per la seva geografia particular i per ser punt d'accés al Torrent de Pareis. El 2024 tenia 18 habitants empadronats.

## Accés
L'accés a la Calobra es realitza principalment per una carretera de 13 quilòmetres amb nombroses corbes pronunciades, dissenyada per l'enginyer Antonio Parietti i inaugurada el 1933. Aquesta via inclou un pont en espiral de 270° conegut com el Nuu de la Corbata. També és possible arribar-hi per mar, amb serveis de vaixell que connecten el Port de Sóller amb la Calobra durant la temporada turística.

## Història
L'origen de la Calobra es troba una alqueria islàmica que ja apareix al Llibre del Repartiment (rafal Colabra). El segle xv, està documentat com a «cavalleria de Galiana». El llogaret es va desenvolupar en un indret estratègic, gairebé invisible de la mar, condició necessària tractant-se d'un lloc incomunicat i desprotegit, a mercè dels pirates. Malgrat tot, dalt del penyal que guaita sobre el port es construí una torre al segle xvi, la torre del Bosc, situada en terrenys d'aquesta possessió. A més, al llogaret era protegit per dues torres de defensa, i el 1596 encara es construí la torre de Can Palou dalt de la mola que separa la Calobra de Tuent. Malgrat tot, això no evità que en nombroses ocasions els pirates saquejassin l'indret i aconseguissin capturar alguns dels seus habitants.
Històricament, tota la part occidental del terme d'Escorca (Lofra, Son Torrella, els Binis, Tuent i la Calobra) era d'influència sollerica: els treballadors de les possessions solien ser sollerics, les famílies que hi vivien solien provenir de Sóller i el seu poble de referència era Sóller. Pel que fa als deures religiosos, els habitants de la Calobra i Tuent compartien església: la de Sant Llorenç, al coll homònim, que separa un llogaret de l'altre, construïda el segle xiii i reformada el segle xviii. En els oficis, els de la Calobra ocupaven la part dreta de l'església, mentre que els de Tuent, la de l'esquerra.
Fins a la construcció de la carretera el 1933, no hi havia accés possible amb carro, i les úniques alternatives eren per mar, a peu o amb mul. Hi havia tres camins de ferradura: el que resseguia la ribera, sortint de Sóller per Bàlitx, la Costera i Tuent; un altre, que es desviava del camí dels Cingles pels Colls i davallava pel pas d'en Termes fins al coll de Sant Llorenç; i el tercer, que es desviava del camí de Lluc a Sóller a l'altura de Cals Reis, superava el coll homònim i davallava pel Bosc.
En l'època preturística, el llogaret de la Calobra, situat a un quilòmetre de la mar, el conformaven vuit cases (Can Pau, Can Marrai, Can Maiet Vell, Can Maiet Nou, Can Penya, Can Nyegos, Can Termes i Cas Puput), mentre que al port hi havia quatre escars de pescadors i, a la rodalia, dues possessions: el Bosc i el Racó. Avui en dia, totes aquestes cases es conserven, però el nucli turístic s'ha desplaçat al port, on hi ha uns quants bars i restaurants i un aparcament.

## Turisme

### Platges
A la Calobra hi ha dues platges principals:
- Platja de la Calobra: una cala de còdols situada al nucli urbà, amb aigües clares.[7]
- Platja del torrent de Pareis: una platja situada a la desembocadura del canó del mateix nom, envoltada per penya-segats. S'hi accedeix per un camí que travessa túnels excavats a la roca.[7]

### Senderisme
La Calobra és el punt final d'excursions com la del Torrent de Pareis, una ruta senderista que recorre el canó des de l'interior de la Serra fins a la costa. Aquesta ruta és considerada una de les més destacades de Mallorca, però requereix una bona preparació física.